# Amietophrynus garmani
Amietophrynus garmani är en groddjursart som först beskrevs av Meek 1897.  Amietophrynus garmani ingår i släktet Amietophrynus och familjen paddor. IUCN kategoriserar arten globalt som livskraftig. Inga underarter finns listade i Catalogue of Life.

## Synonymer
- Bufo garmani Meek, 1897
- Bufo regularis humbensis Monard, 1937
- Bufo pseudogarmani Hulselmans, 1969
- Bufo garmani pseudogarmani Mertens, 1971
- Bufo garmani garmani Mertens, 1971
- Bufo bisidanae Hulselmans, 1977
- Sclerophrys garmani Meek, 1897